# 中国華潤大廈
中国華潤大厦（Chinese: 中國華潤大厦、English：China Resources Tower）は、深圳市南山区に建設された高さ392mの超高層ビルである。先端が尖った特殊な形状をしているため、市民からはタケノコと呼ばれて親しまれている。深圳市で3番目に高い建築物で、2012年に建設が開始され、2018年6月に竣工した。深圳湾に面しており、深圳湾体育館の隣に位置している。

## 入居している企業
- 華潤集団（3階、49-61階、64-66階）
  - 取締役会（61階）
  - オフィス（60階）
  - 会計検査チーム（54階）
  - 華潤電力（50-52階）
  - 共有ワークスペース（25階）
  - 展示ホール（20階）
  - 華潤燃料（19階）
  - Shou Zheng Tendering Co.Ltd （301室）
- OPPO（30-42階）
  - 食堂（32階）
- 金杜律師事務所（28-29階）
- 中匯弘創投資控股（深圳）有限公司（26階）
- 競天公誠律師事務所（1605-1606室）
- 深圳鼎鋒明道資産管理有限公司（1604室）
- 瀚納仕人才管理咨詢有限公司（1601室）[2]
- 畢馬威会計師事務所（14-15階）
- 天霖投資（深圳）有限公司（1203-1204室）
- 第一太平戴維斯（9階）
- Flexport（7階）
- 徳事商務中心（6階）[3]
  - 斐鋭律師事務所（601-605室）
    - 道遠咨詢（605室）

  - 灃信資本（606室）
- 倚峰資本（505室）[4]
- 光大證券（504室）
- 深圳市理睿科技有限公司（202室）
- 中国南玻集団（予定）
- 雷沃重工集団（予定）

## ギャラリー

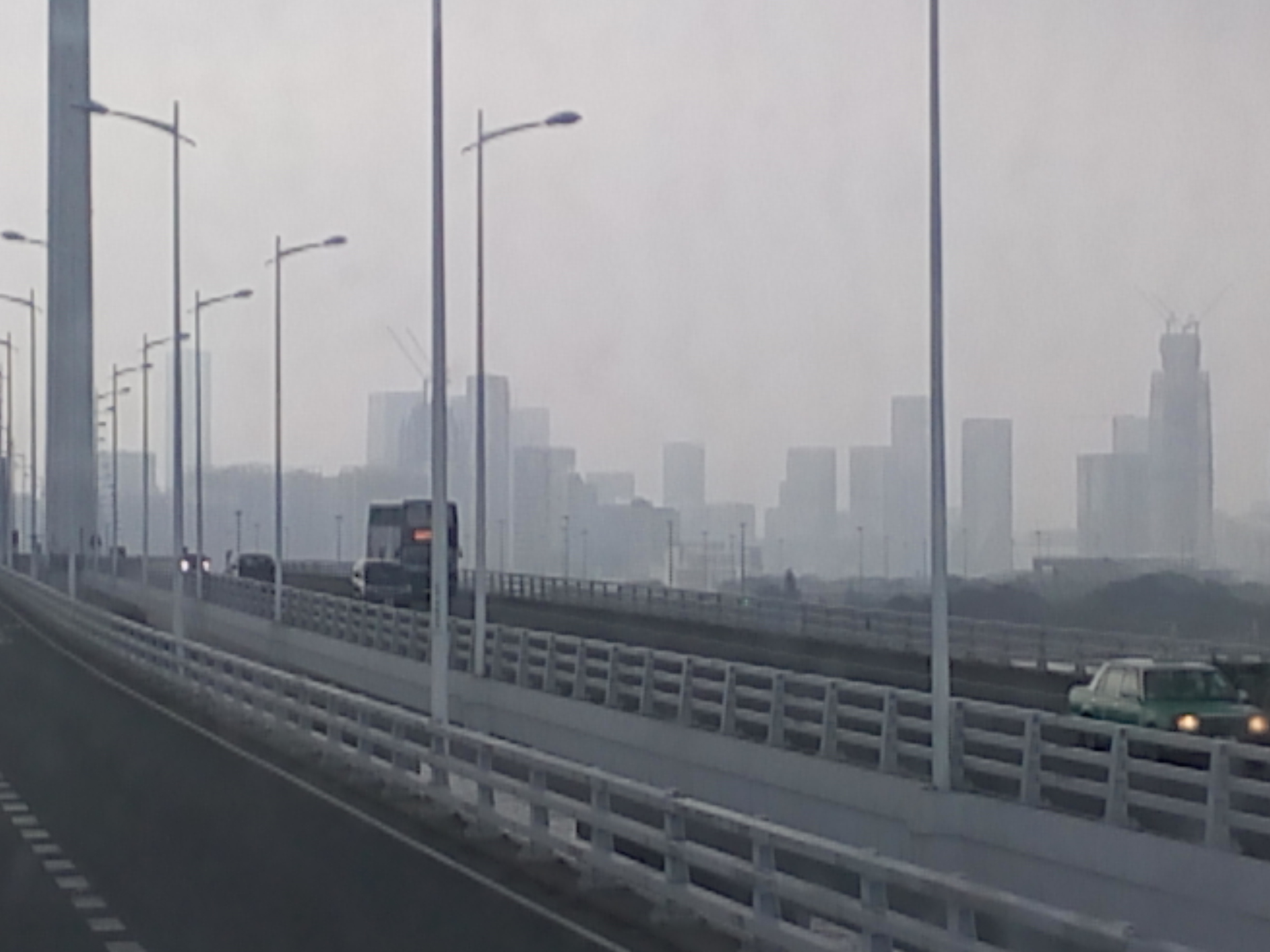
建設中の中国華潤ビル(右側の最も高いビル）
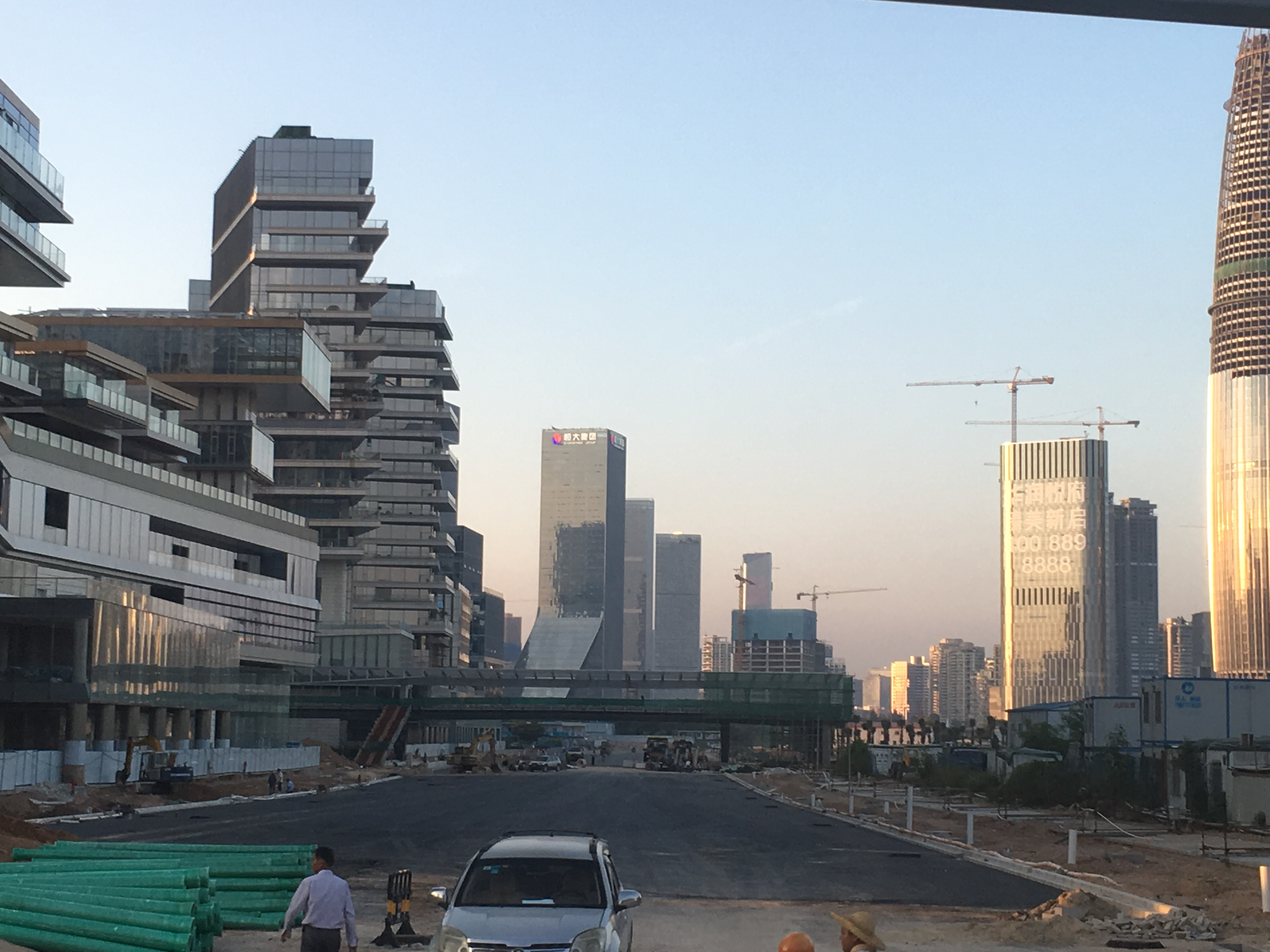
建設中の中国華潤大厦（右側に映り込んでいるビル）

## 参考
- 深圳摩天大楼

## 引用
1. ↑  “China Resources Heaquarters”. Skyscraper Center.   CTBUH. 2017年6月8日閲覧。
2. ↑  中國華潤大廈首批租戸交付
3. ↑  徳事商務中心-中國華潤大廈
4. ↑  倚峰資本遷入中國華潤大廈